# Jorge Guzmán Zepeda
Jorge Guzmán Zepeda (Santiago, 11 de junio de 1985) es un abogado y político chileno. Fue concejal por la comuna de Talca entre 2016 y 2018, luego fue Secretario Regional Ministerial de Gobierno de la Región del Maule. Es Diputado por el Distrito 17 de la Región del Maule, electo en las elecciones parlamentarias del año 2021.

## Biografía
Hijo de Jorge Guzmán Weston y María Fernanda Zepeda.
Cursó su educación media en el Liceo Marta Donoso Espejo de la comuna de Talca egresando el año 2002. Posteriormente, ingresó a estudiar Derecho en la Universidad de Talca, titulándose el año 2009. Se ha dedicado a su profesión de manera privada como socio fundador del Estudio “Cárcamo & Guzmán”.

## Trayectoria pública y política

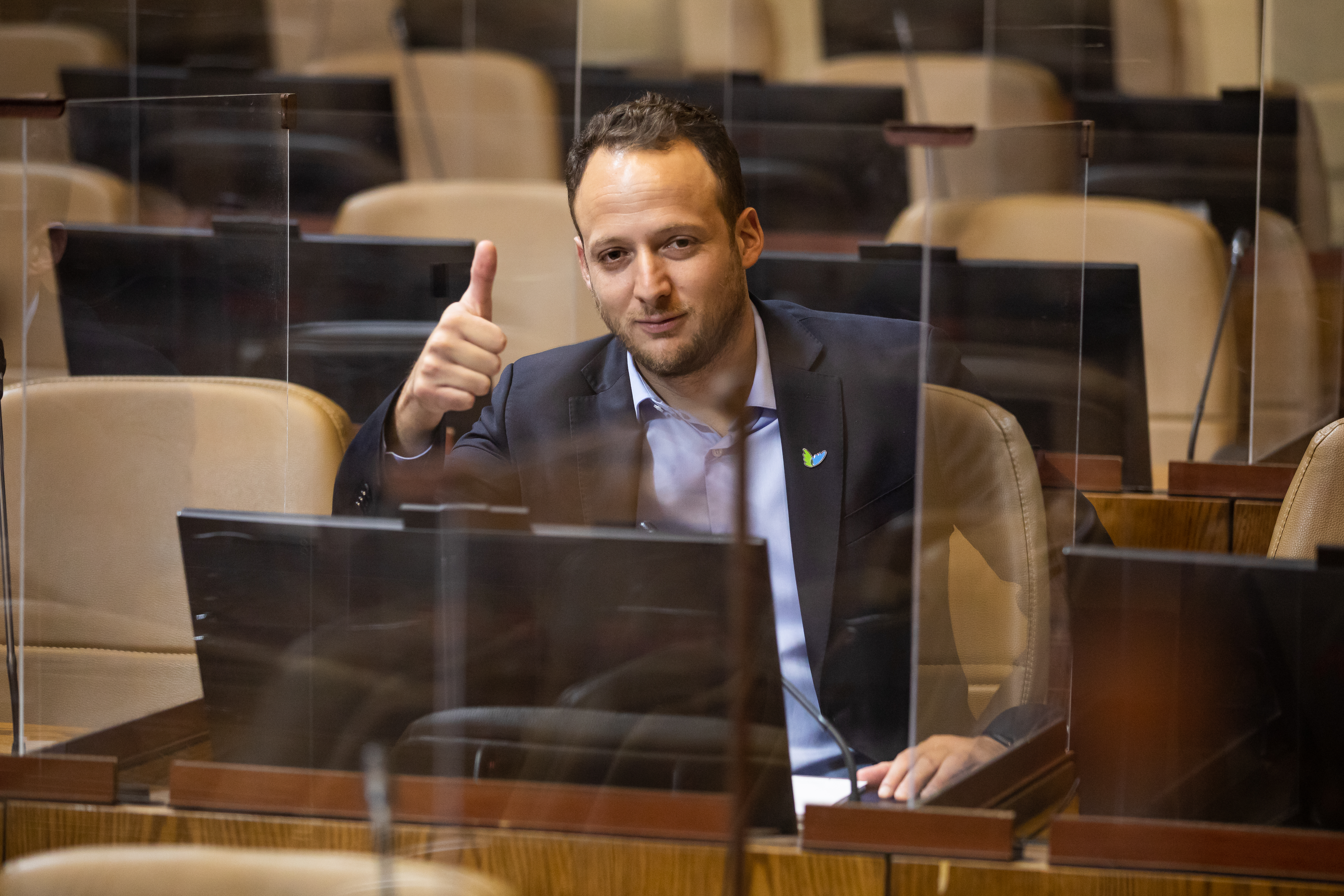
Jorge Guzmán Zepeda en la sala de la Cámara de Diputados en 2022.

Se desempeñó en la Oficina de Protección de Derechos de la Infancia de la comuna de San Javier, entre 2010 y 2017 se desempeñó como abogado del Gobierno Regional de la Región del Maule. Militante de Evolución Política. 
Resultó electo como concejal de Talca en las elecciones municipales de 2016 como la cuarta mayoría comunal. El año 2018 fue designado por el presidente Sebastián Piñera como Secretario Regional Ministerial de Gobierno de la Región del Maule, cargo que dejó en agosto de 2021 para inscribir su candidatura a diputado en las elecciones parlamentarias de 2021. Resultó electo el distrito 17.

## Historial electoral

### Elecciones municipales de 2016
- Elecciones municipales de 2016, para el Concejo Municipal de Talca [2]

(Se consideran solo los candidatos que resultaron elegidos para el Concejo Municipal)
| Candidato                    | Pacto         | Partido | Votos | %    | Resultado |
| ---------------------------- | ------------- | ------- | ----- | ---- | --------- |
| Sixto González Soto          | Nueva Mayoría | PCCh    | 3135  | 5,55 | Concejal  |
| Manuel Yáñez Olave           | Chile Vamos   | RN      | 2556  | 4,53 | Concejal  |
| Rodrigo Coloma Castro        | Chile Vamos   | RN      | 2556  | 4,41 | Concejal  |
| Jorge Guzmán Zepeda          | Chile Vamos   | Evópoli | 2041  | 3,61 | Concejal  |
| Julio Cherif Pérez           | Chile Vamos   | Evópoli | 1778  | 3,15 | Concejal  |
| Hernán Astaburuaga Inostroza | Nueva Mayoría | PS      | 1658  | 2,94 | Concejal  |
| Víctor Inzulza Adasme        | Nueva Mayoría | PR      | 1644  | 2,91 | Concejal  |
| Hernando Durán Palma         | Chile Vamos   | UDI     | 1605  | 2,84 | Concejal  |
| Juan Carlos Figueroa Urrutia | Nueva Mayoría | DC      | 1575  | 2,79 | Concejal  |
| Viviana Vega Cortés          | Chile Vamos   | RN      | 1362  | 2,41 | Concejala |

### Elecciones parlamentarias de 2021
- Elecciones parlamentarias de 2021, a Diputado por el distrito 17 (Constitución, Curepto, Curicó, Empedrado, Hualañé, Licantén, Maule, Molina, Pelarco, Pencahue, Rauco, Río Claro, Romeral, Sagrada Familia, San Clemente, San Rafael, Talca, Teno y Vichuquén)[4]

| Candidato                 | Pacto                   | Partido | Votos  | %   | Resultado |
| ------------------------- | ----------------------- | ------- | ------ | --- | --------- |
| Francisco Pulgar Castillo | Independientes Unidos   | Ind-CU  | 23 066 | 9.5 | Diputado  |
| Hugo Rey Martínez         | Chile Podemos Más       | RN      | 17 736 | 7.3 | Diputado  |
| Benjamín Moreno Bascur    | Frente Social Cristiano | PRCh    | 16 724 | 6.9 | Diputado  |
| Alexis Sepúlveda Soto     | Nuevo Pacto Social      | PR      | 14 043 | 5.8 | Diputado  |
| Jorge Guzmán Zepeda       | Chile Podemos Más       | EVO     | 12 701 | 5.3 | Diputado  |
| Felipe Donoso Castro      | Chile Podemos Más       | UDI     | 11 767 | 4.9 | Diputado  |
| Pamela Henríquez Rojas    | Dignidad Ahora          | Ind-PH  | 9269   | 3.8 |           |
| Mercedes Bulnes Núñez     | Apruebo Dignidad        | Ind-RD  | 8441   | 3.5 | Diputada  |
| Pablo Prieto Lorca        | Chile Podemos Más       | Ind-RN  | 5730   | 2.4 |           |